# NGC 4455
NGC 4455 é uma galáxia espiral barrada (SBcd) localizada na direcção da constelação de Coma Berenices. Possui uma declinação de +22° 49' 16" e uma ascensão recta de 12 horas, 28 minutos e 44,0 segundos.
A galáxia NGC 4455 foi descoberta em 10 de Abril de 1785 por William Herschel.